# Chico Rei (samba-enredo)
Chico Rei foi com esse samba composto por Geraldo Babão, Djalma Sabiá e Binha e com o carnavalesco Arlindo Rodrigues que o Salgueiro chegou em 1964 ao seu terceiro título do carnaval carioca.